# Tuscolano
Tuscolano è l'ottavo quartiere di Roma, indicato con Q. VIII.
Prende il nome dalla via Tuscolana.

## Geografia fisica

### Territorio
Si trova nel settore est della città, a ridosso delle Mura aureliane.
Il quartiere confina:
- a nord con il quartiere Q. VII Prenestino-Labicano[1]
- a est con il quartiere Q. XXIV Don Bosco[2]
- a sud-est con il quartiere Q. XXV Appio Claudio[3]
- a sud-ovest con il quartiere Q. XXVI Appio-Pignatelli[4]
- a ovest con il quartiere Q. IX Appio-Latino[5]
- a nord-ovest con il rione R. XV Esquilino[6]

## Storia
L'origine del territorio Tuscolano, che da un punto di vista sia paesaggistico sia storico sia sociale risulta attualmente del tutto contiguo con quello Appio-Latino, non risale oltre l'età medievale se ci si riferisce alla via che gli conferisce il nome: la via Tuscolana, per l'appunto. Tale strada, pensata per mettere in collegamento Roma con Tuscolo, non sembra infatti avere una origine classica per l'assenza di documentazioni archeologiche e storiche ad essa collegate che risalgano a questo periodo. La prima menzione della via Tuscolana è in una bolla di papa Onorio III del 1217. Né sembrerebbero avere a che vedere con questo asse viario il mausoleo imperiale conosciuto come "Monte del Grano" (150-250 d.C.), riconducibile alla vicina villa romana Ad Duas Lauros, alla quale si accedeva dalla via Labicana (l'attuale Casilina), né i Colombari di Via Pescara, più vicini a Roma, probabilmente allineati su un qualche diverticolo della Labicana. Primo monumento inerente per certo alla via Tuscolana è la Torre del Quadraro, del XII-XIII secolo, che ancora oggi dà il nome all'area che sorge poco oltre Porta Furba, sulla sinistra della strada per Frascati.
Segnano l'infrastrutturazione del territorio, come nel caso dell'Appio-Latino, cinque imponenti acquedotti lungo la dorsale rappresentata da via del Mandrione, costruiti tra il 144 a.C. e il 212 d.C.: l'Aqua Marcia, l'Aqua Tepula e l'Aqua Iulia- raggruppate in un'unica struttura - l'Aqua Claudia e l'Anio Novus - riunite in una seconda teoria d'arcate - nonché l'Aqua Antoniniana, diramazione verso S-O della Marcia. Solcava il territorio, almeno fino alla prima metà degli anni Trenta del secolo scorso, l'Acqua Mariana, che il Liber Pontificalis data all'anno 1122. La commissionò papa Callisto II per consentire l'irrigazione dell'Agro Lateranense, ma anche per garantire la vita di tutto quell'ecosistema che dalle sorgenti, Tepula e Iulia (Grottaferrata Squarciarelli), si estendeva fino a Roma.
Il quartiere Tuscolano è fra i primi 15 tracciati nel 1911, ufficialmente istituiti nel 1921 con delibera di Giunta n. 20 del 20 agosto 1921.

### Stemma
D'argento alla collina tricipite di verde, con la vite di uva verde fruttifera di porpora.

## Monumenti e luoghi d'interesse

### Architetture civili

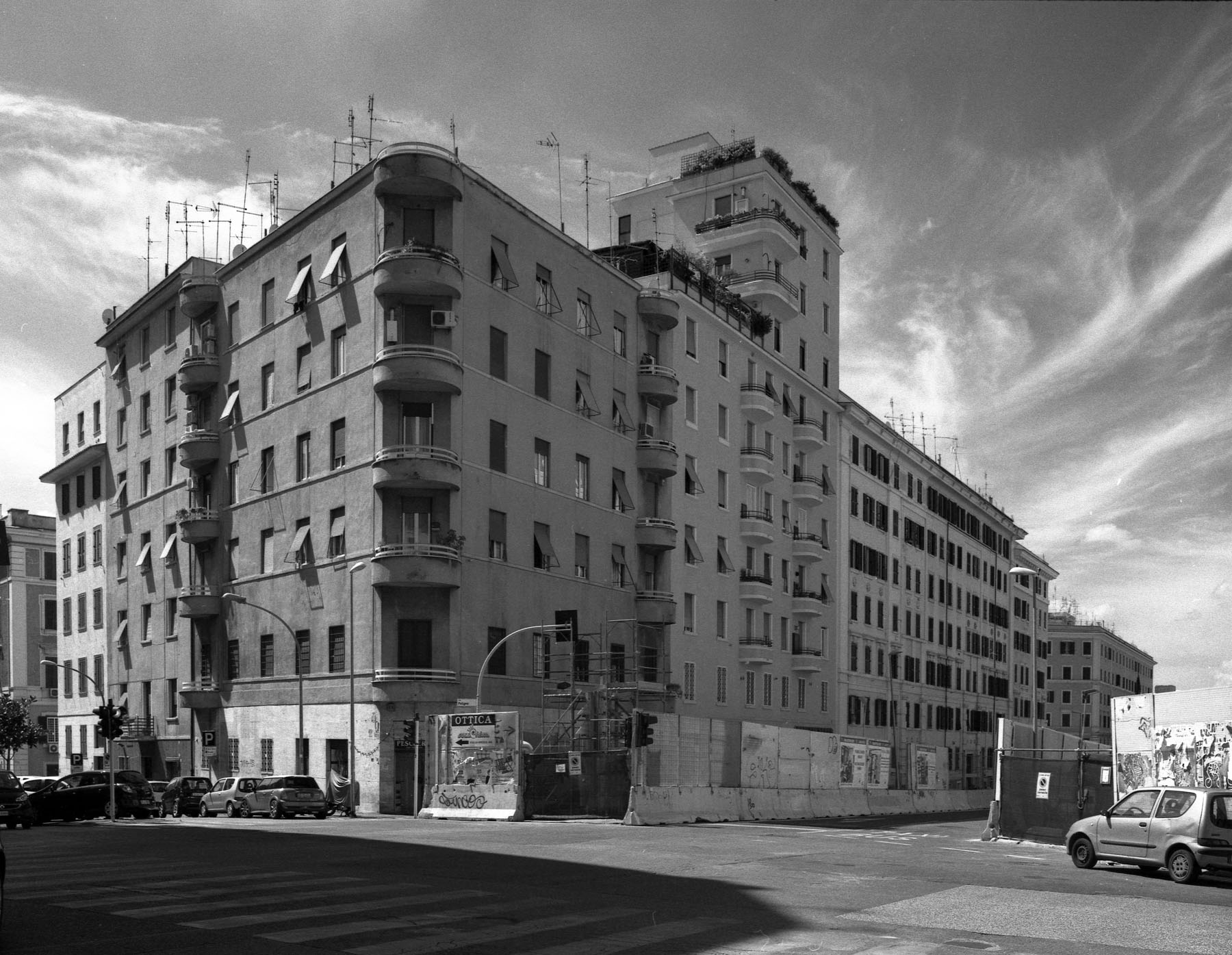
Edifici anni trenta a via La Spezia

- Casale delle Forme, su piazza dei Tribuni. Casale del XVI secolo. 41.865368°N 12.54999°E
- Casale del parco di Tor Fiscale, su via dell'Acquedotto Felice. Casale del XVI secolo. 41.860103°N 12.544101°E
- Villa La Favorita, su via Casilina. Villa del XVIII secolo.
- Casino di Villa Lais alla Marrana, nel parco della villa. Casale del XIX secolo. 41.876003°N 12.531748°E
- Case della Cooperativa tranvieri all'Appio Urbani - Lotto Appio, tra via Monza e via Orvieto. Edifici in stile barocchetto del XX secolo (1911-14). 41.885898°N 12.516622°E

Progetto dell'architetto Edgardo Negri.
- Edifici dell'Istituto Autonomo Case Popolari Appio II, su via La Spezia. Edifici del XX secolo (1924).[8] 41.886837°N 12.516637°E

Complesso di tre edifici in stile barocchetto dell'architetto Camillo Palmerini. Gli edifici sono disposti in linea; i due laterali hanno una pianta a C allineata al filo stradale, mentre quello centrale, leggermente arretrato, presenta una conformazione a doppio T.

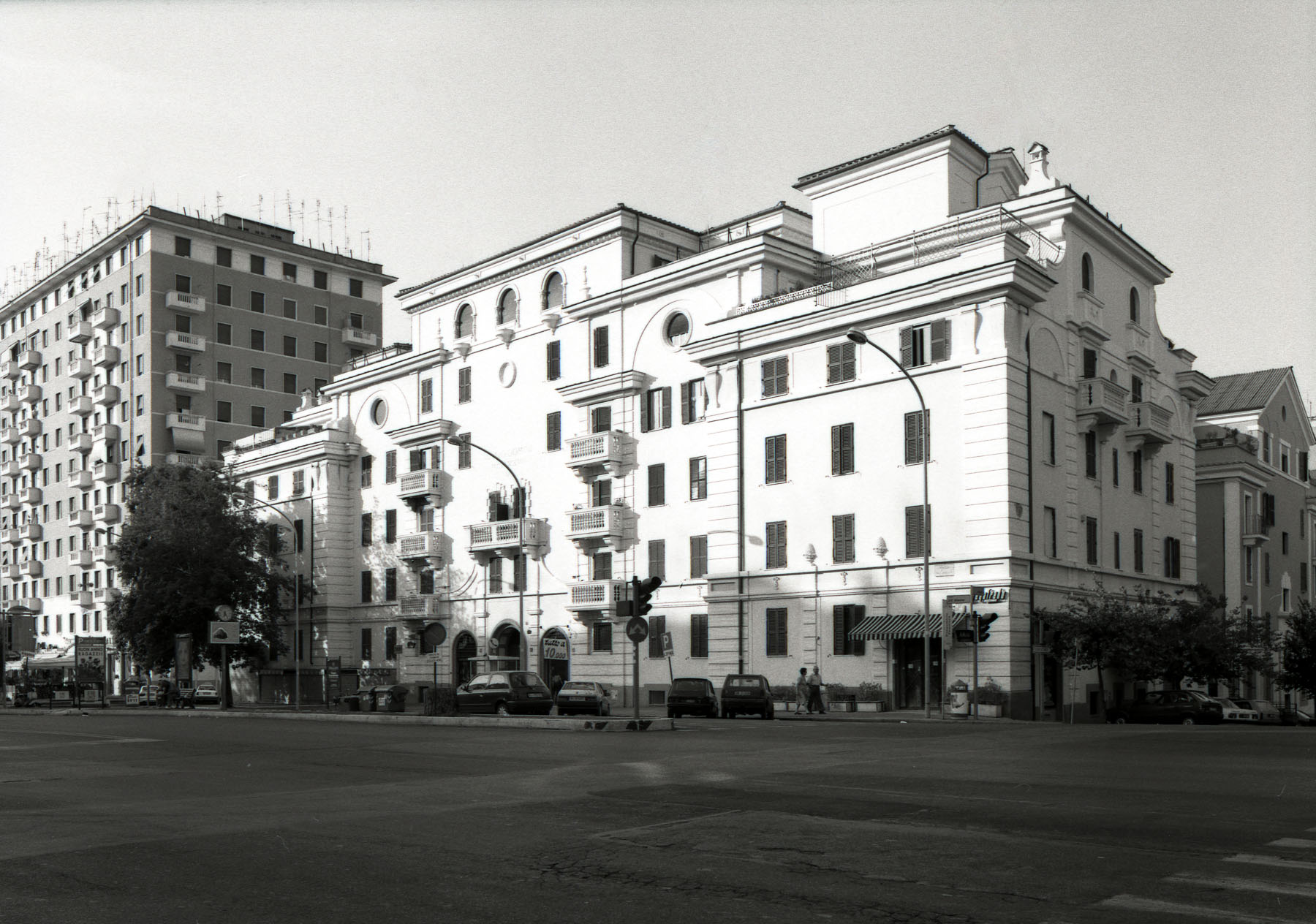
Roma Piazza dell'Alberone edificio IACP 1927 di Camillo Palmerini (1995)

- Case dell'Istituto Case Popolari Ponte Lungo, tra via Rea Silvia, piazza dell'Alberone n.15 via Veturia e via Appia Nuova n.359. Edifici del XX secolo (1927-53).[9] 41.876424°N 12.521383°E

Complesso di tre edifici in stile barocchetto dell'architetto Camillo Palmerini.
- Palazzine dell'Istituto Case Popolari a Villa Certosa, su via Casilina, via Galeazzo Alessi. Edifici in stile barocchetto del XX secolo (1924). 41.882428°N 12.534109°E

Progetto degli architetti Alberto Calza Bini e Mario De Renzi.
- Ex deposito per autobus STA (Società Trasporti Automobilistici) poi ATAC, tra via Tuscolana e piazza Ragusa. Edificio del XX secolo (1927-30).[10] 41.88087°N 12.521838°E
- Palazzi dell'Istituto Autonomo per le Case dei Dipendenti del Governatorato. Edifici in stile barocchetto del XX secolo.
  - su via La Spezia (Vincenzo Caiani, 1926). 41.887021°N 12.518141°E
  - su via Taranto (Vincenzo Caiani, 1926 e Costantino Vetriani, 1934). 41.884398°N 12.516806°E
  - su via Terni (Costantino Vetriani, 1934). 41.885096°N 12.516538°E
- Palazzina di Mario Marchi, su via Castrovillari. Edificio in stile barocchetto del XX secolo (1929).

Progetto dell'architetto Mario Marchi.

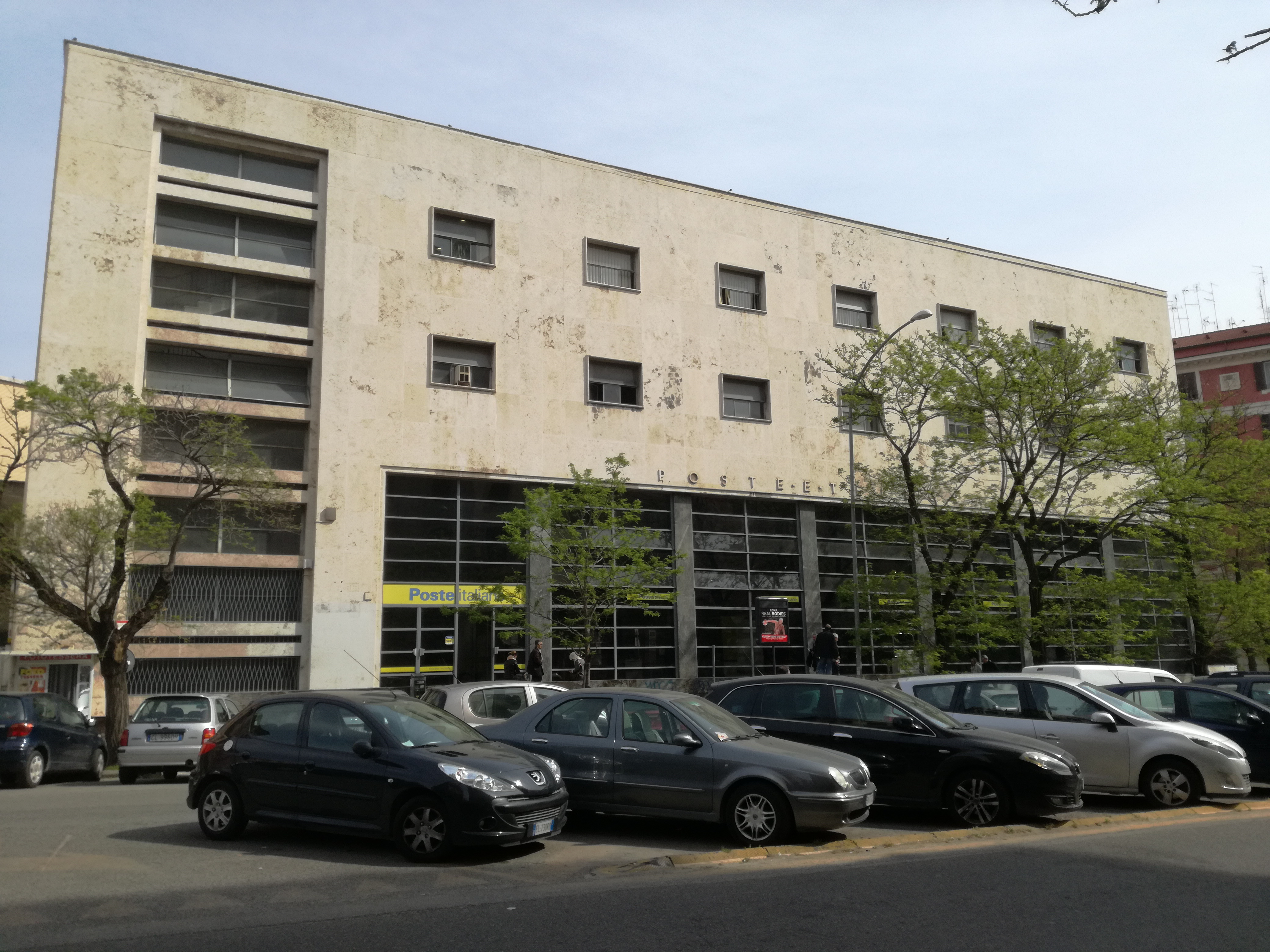
Edificio postale di via Taranto (1933-35)

- Palazzo delle Poste, su via Taranto. Edificio razionalista del XX secolo (1933-35).[11]

Progetto dell'architetto Giuseppe Samonà.
- Villa Lituania, su via Casalmonferrato. Edificio con torretta in stile barocchetto del XX secolo (1945). 41.881302°N 12.518992°E
- Quartiere Tuscolano II, tra via del Quadraro, via Selinunte, via Cartagine e largo Spartaco. Edifici del XX secolo (1950-54).[12] 41.858217°N 12.551651°E

Complesso di edilizia sociale con un edificio a boomerang, sei torri stellari e cinque a pianta quadrata. Progetti degli architetti Mario De Renzi, Saverio Muratori, Lucio Cambellotti, Giuseppe Perugini, Dante Tassotti e Luigi Vagnetti.

### Architetture religiose
- Chiesa di Santa Maria del Buon Consiglio a Porta Furba, su via Tuscolana. Chiesa del XX secolo (1916).
- Chiesa di Santa Maria Immacolata e San Giuseppe Benedetto Labre, all'incrocio tra via Taranto e via Monza. Chiesa del XX secolo (1928).
- Basilica di Santa Maria Ausiliatrice, su piazza di Santa Maria Ausiliatrice. Chiesa del XX secolo (1931-38).

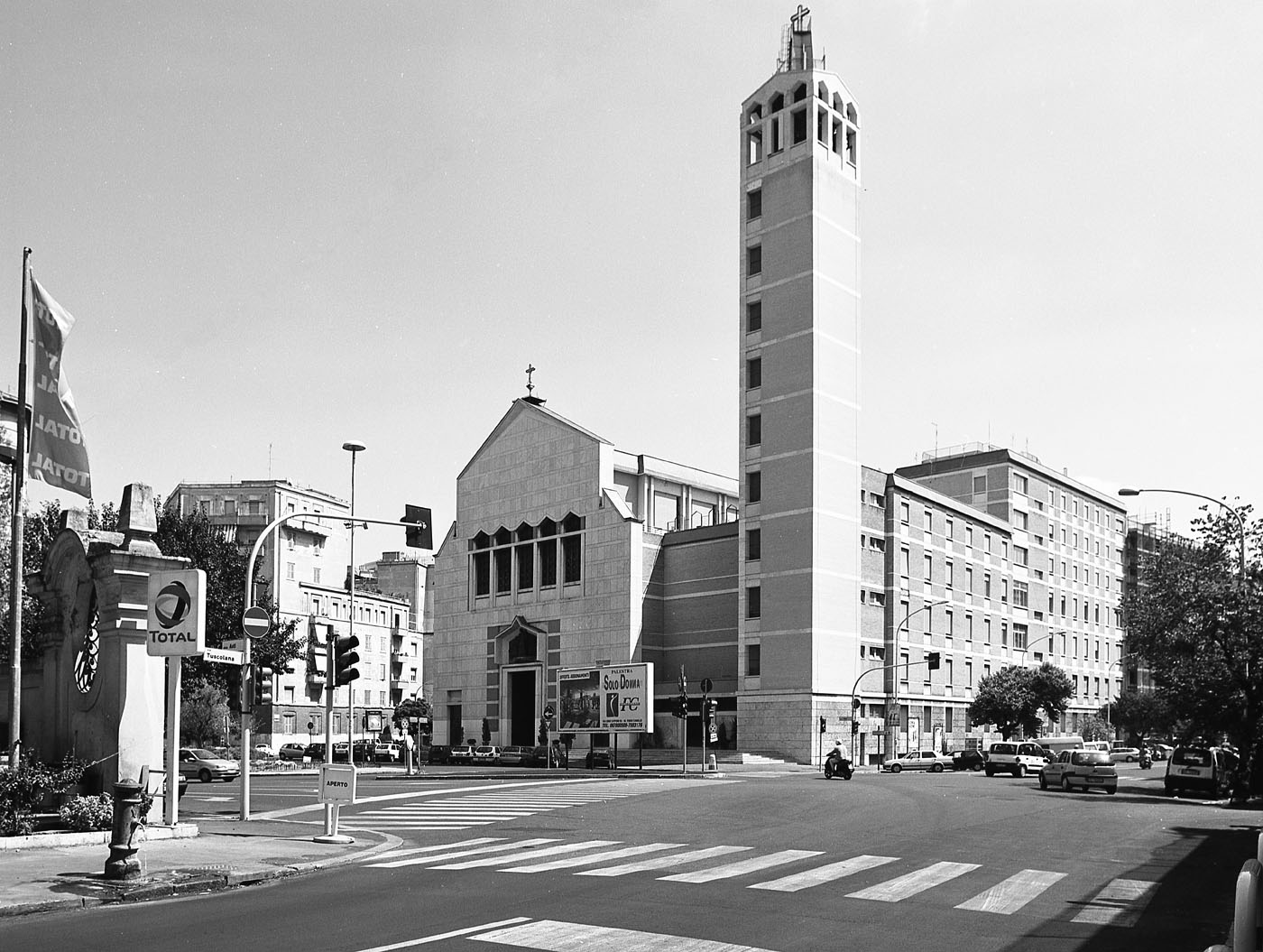
Piazza Asti la chiesa di Sant'Antonio e Annibale (2003)

- Chiesa dei Santi Fabiano e Venanzio, su piazza di Villa Fiorelli. Chiesa del XX secolo (1933-36).
- Chiesa dei Santi Antonio di Padova e Annibale Maria, su piazza Asti. Chiesa del XX secolo (1947-48).
- Chiesa di Santo Stefano Protomartire, su via di Torre del Fiscale. Chiesa del XX secolo (1954-55).
- Chiesa dell'Assunzione di Maria, su largo Spartaco. Chiesa del XX secolo (1961-70).
- Chiesa di San Giuseppe Cafasso, su via Camillo Manfroni. Chiesa del XX secolo (1968).
- Chiesa di San Gaspare del Bufalo, su via Rocca di Papa. Chiesa del XX secolo progettata da Pier Luigi Nervi (1976-81).
- Chiesa di Santa Giulia Billiart, su viale Antonio Averulino Filarete. Chiesa del XX secolo (1989-91).
- Chiesa del Santissimo Corpo e Sangue di Cristo, su via Narni. Chiesa del XX secolo (1991).
- Cappella Santa Maria dell'Orto, su via Mirandola.

Chiesa annessa all'istituto scolastico Antonio Maria Gianelli, e luogo sussidiario di culto della parrocchia dei Santi Fabiano e Venanzio.
- Chiesa di San Filippo Neri all'Acquedotto Felice, su via dell'Acquedotto Felice.

Luogo sussidiario di culto della parrocchia di Santa Maria del Buon Consiglio.
- Cappella del Divino Amore, su via Alessandro Viviani.

La cappella è un luogo sussidiario di culto della parrocchia dell'Assunzione di Maria.
- San Giuseppe dell'ex-Sanatorio Bernardino Ramazzini, su via della Batteria di Porta Furba.

Ora la cappella nella caserma della Guardia di Finanza. Florestano Di Fausto architetto.
- Chiesa Cristiana Evangelica Cinese, su via Assisi (Unione cristiana evangelica battista d'Italia).

### Architetture scolastiche

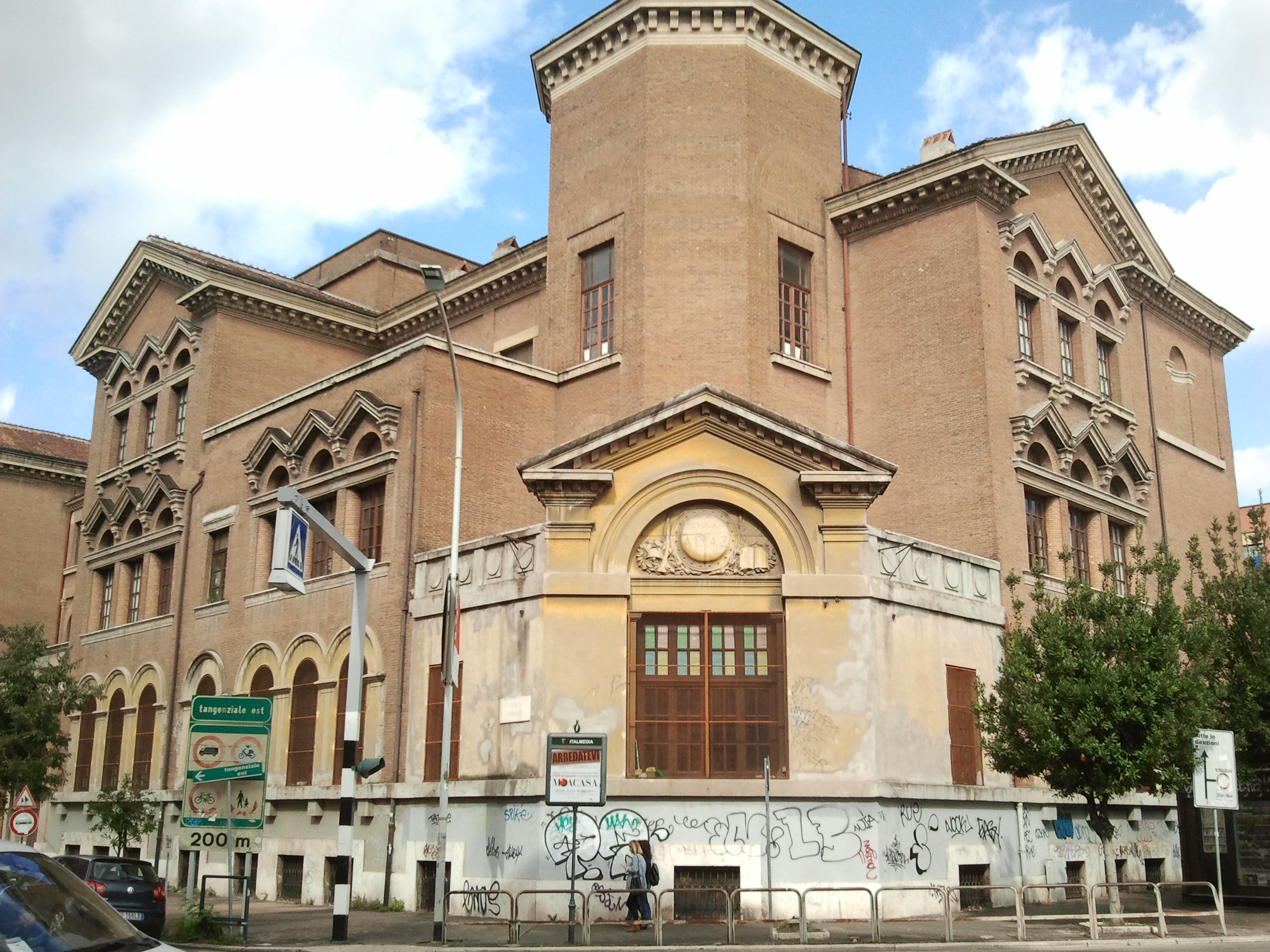
Il complesso monumentale tardo liberty del 1926-28 dell'architetto Vincenzo Fasolo.

- Istituto di Istruzione Superiore Statale Armando Diaz, su via Acireale. L'istituto comprende tre sedi distribuite nel territorio del Tuscolano su due edifici (il terzo si trova in zona Fonte Ostiense):
  - Via Acireale (sede centrale). 41.887861°N 12.52011°E

Complesso monumentale tardo liberty del 1926-28 dell'architetto Vincenzo Fasolo.
- Via Taranto. 41.884203°N 12.518203°E

Edificio razionalista del 1930.
- Via Vitaliano Brancati (Fonte Ostiense). 41.817341°N 12.467347°E

- Istituto Comprensivo Marcello Mastroianni. L'istituto comprende tre plessi:
  - Plesso Armando Diaz (scuola primaria), su via Orvieto. 41.884318°N 12.517739°E
  - Plesso Giosuè Carducci (scuola primaria), su via La Spezia. 41.886168°N 12.512121°E
  - Plesso Duca D'Aosta (scuola secondaria di primo grado), su via Acireale, piazza Lodi. 41.887526°N 12.520857°E

Nello stesso edificio monumentale dell'IISS Armando Diaz.

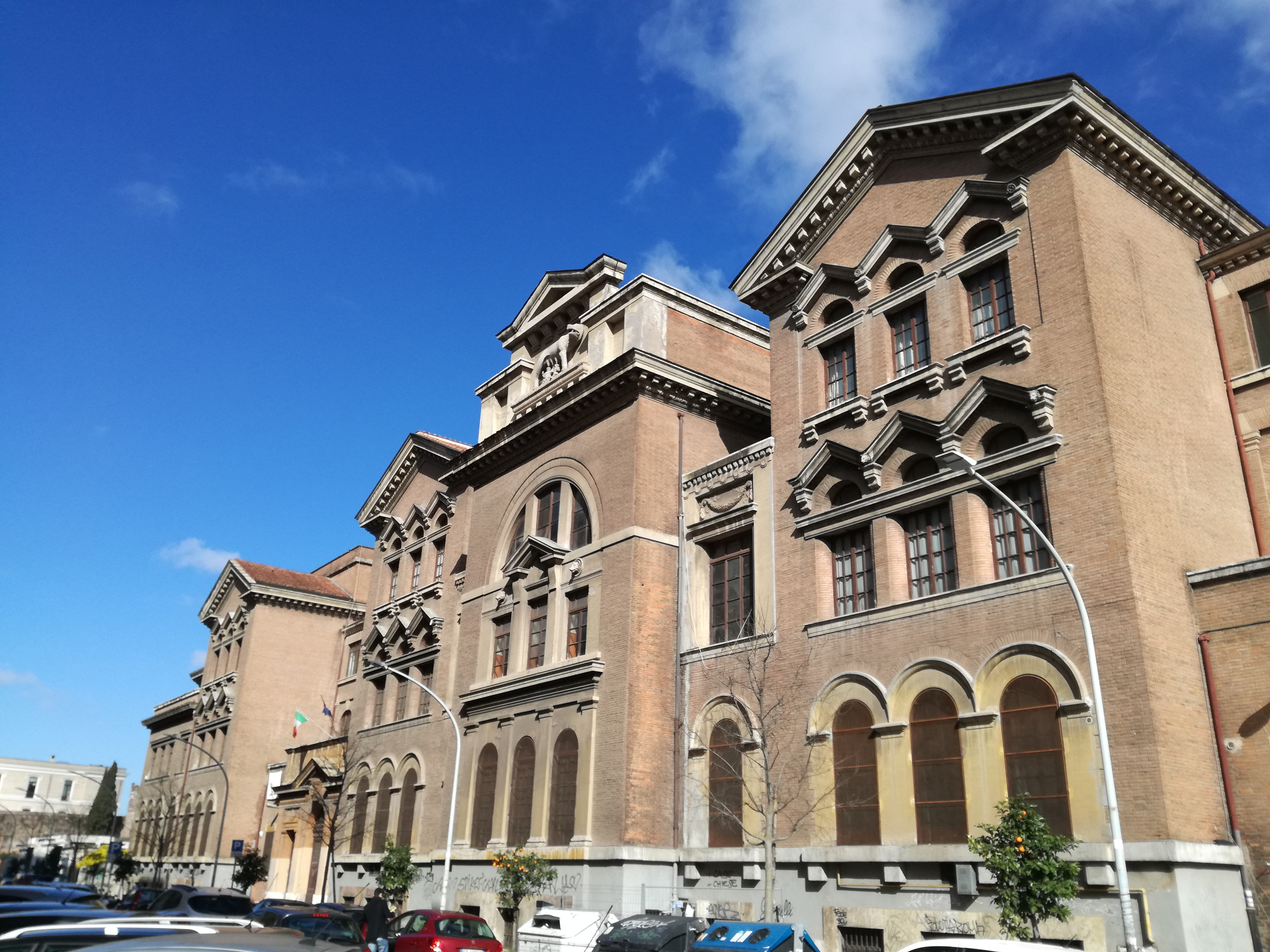
L'Istituto Armando Diaz visto da via Acireale.

- Istituto paritario Salesiano Pio XI, su via Umbertide. Edificio del XX secolo (1927-29). 41.874473°N 12.531309°E

Progetto dell'architetto Nicola Mosso. L'istituto comprende una scuola secondaria di primo grado, un liceo classico e un liceo scientifico.
- Istituto Comprensivo Antonio Maria Gianelli, su via Mirandola. Edificio del XX secolo. 41.882612°N 12.524727°E

L'istituto si sviluppa su due edifici attigui e comprende una scuola per l'infanzia, una primaria e una secondaria di primo grado.
- Liceo Ginnasio Immanuel Kant, su piazza Francesco Zambeccari. 41.876192°N 12.549837°E

Edificio in stile barocchetto del 1926-30 dell'architetto Vincenzo Fasolo.
- Opera Pia Asilo Savoia, su via Monza. Edificio scolastico eclettico del XX secolo (1914). 41.885773°N 12.514914°E
- Liceo Linguistico Sperimentale Leopoldo Pirelli, su via Assisi.
- Liceo Ginnasio Statale Augusto, su via Gela. Edificio del XX secolo (1956). 41.877814°N 12.519829°E
- Liceo Classico Sperimentale "Bertrand Russell"
- Istituto Professionale Statale per l'Industria e l'Artigianato "Duca D'Aosta"
- Istituto Tecnico Turistico Charles Darwin, su via Tuscolana. 41.874341°N 12.529067°E
- Istituto Comprensivo Largo Volumnia, su largo Volumnia. 41.872171°N 12.532592°E

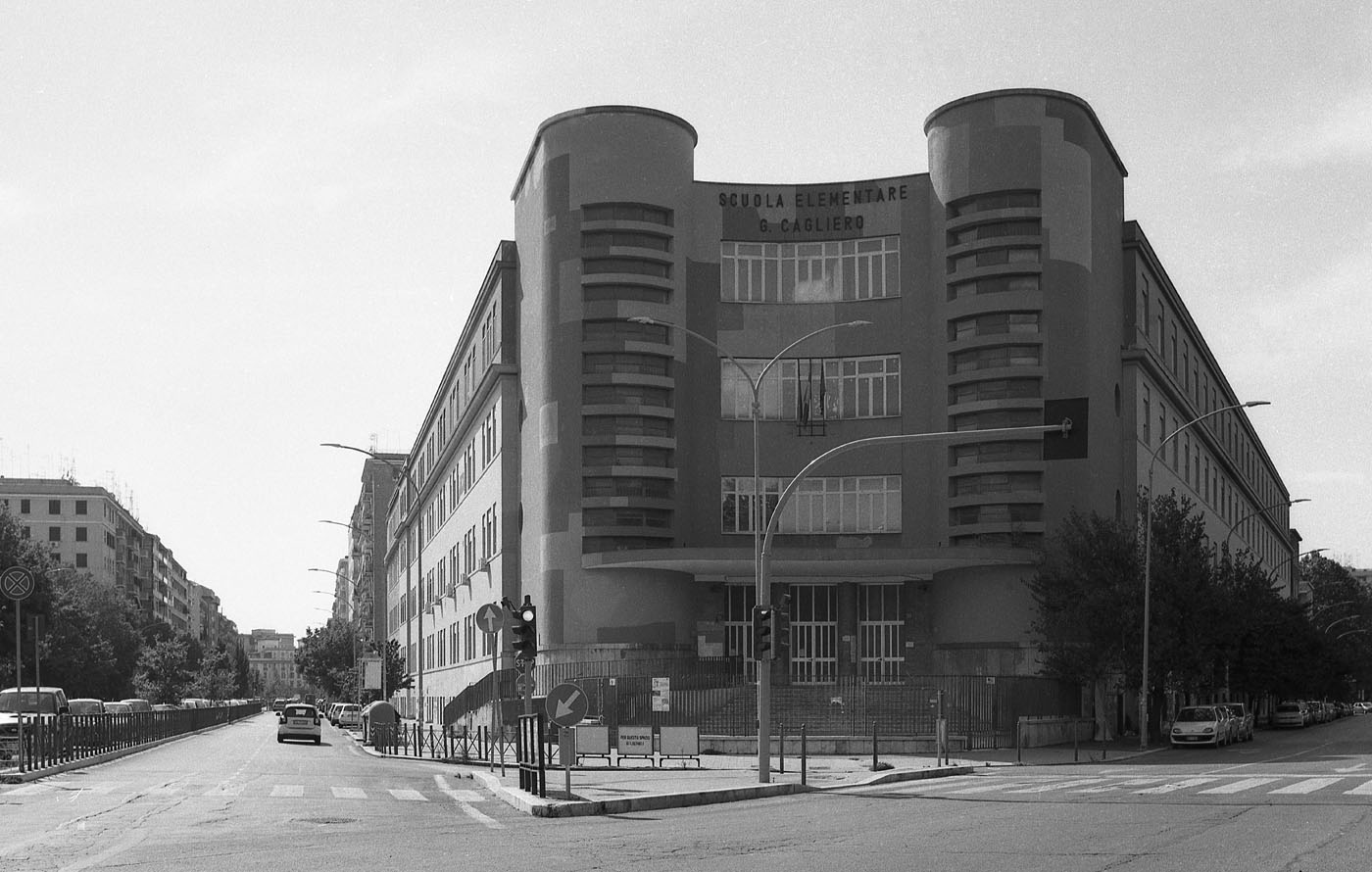
Scuola elementare Cagliero a largo Volumnia in stile razionale (1932)

Edificio del 1932 in stile razionale dell'architetto Cesare Valle. L'istituto comprende 3 scuole:
- Scuola Giovanni Cagliero (scuola primaria), su largo Volumnia. 41.872095°N 12.532939°E
- Scuola Albio Tibullo (scuola secondaria di primo grado), su via Amulio. 41.872075°N 12.531513°E
- Scuola Gianni Rodari (scuola dell'infanzia), su via Norcia. 41.877081°N 12.530078°E

- Scuola Media Statale Francesco Petrarca (scuola secondaria di primo grado), su via Camilla. 41.876056°N 12.526155°E
- Scuola Media Statale Gaio Cecilio Secondo, su via dell'Aeroporto. 41.863522°N 12.556674°E

### Altro
- Vesta, al centro di piazza Lodi. 41.882377°N 12.52263°E

Scultura in marmo e bronzo dell'artista Claudio Palmieri, installata nel 1998.

### Siti archeologici
- Sepolcro di via Filarete, su viale Antonio Averulino Filarete. Sepolcro del I secolo a.C.[13] 41.88112°N 12.538831°E
- Colombario di via Taranto, via Pescara. Sepolcri del I-II secolo.[14] 41.882377°N 12.52263°E
- Parco archeologico delle Tombe di via Latina, su via dell'Arco di Travertino. Complesso funerario del II secolo al III miglio della via Latina antica.
- Domus del Casale del parco di Tor Fiscale, su via dell'Acquedotto Felice. Villa dell'età imperiale. 41.882377°N 12.52263°E

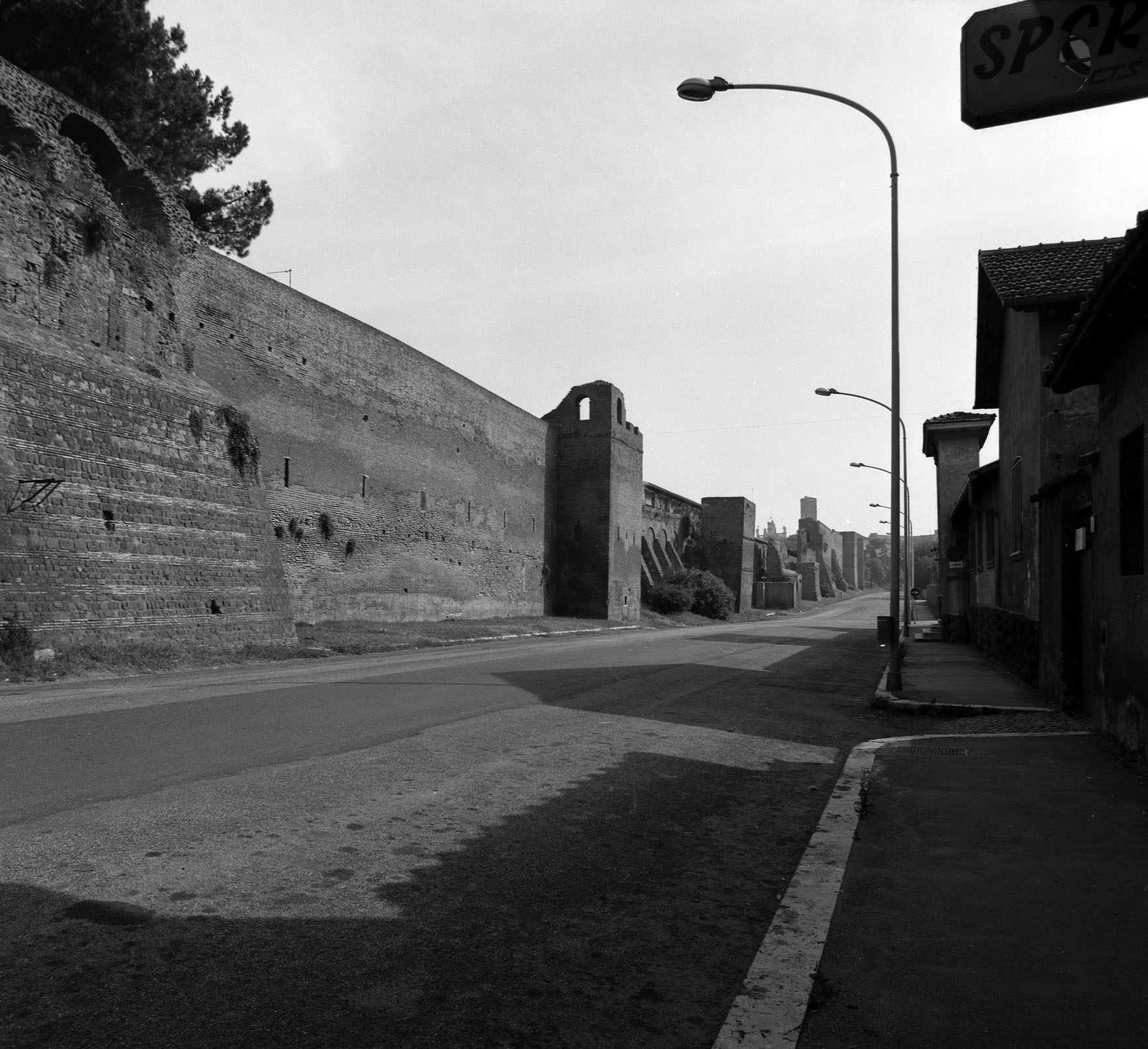
Viale Castrense 1982

- Mura aureliane, tratto su viale Castrense. 41.886418°N 12.510943°E
- Mausoleo di Monte del Grano, su piazza dei Tribuni. Sepolcro del III secolo.
- Colombario di via del Campo Barbarico, all'incrocio con via Monte d'Onorio. Sepolcro a tempietto del III secolo. 41.859115°N 12.540334°E
- Catacomba di San Castulo, su via San Castulo. Catacomba del IV secolo.
- Campo Barbarico dei Goti, su via dell'Acquedotto Felice. Fortificazione del VI secolo. 41.858296°N 12.544399°E

Al VII miglio della via Latina gli acquedotti Claudio e Marcio si incrociano due volte formando un recinto trapezoidale, utilizzato dagli Ostrogoti di Vitige come fortificazione nell'assedio di Roma del 537.
- Tor Fiscale, su via Tuscolana. Torre del XIII secolo.
- Porta San Giovanni, su piazzale Appio. Porta nelle Mura aureliane del XVI secolo.
- Torretta di via di Porta Furba. Torre del XIX secolo. 41.871905°N 12.540953°E

#### Acquedotti
- Acqua Marcia, arcate lungo via del Mandrione.
- Acquedotto alessandrino, arcate lungo il viale omonimo.
- Acquedotto Claudio
- Acquedotto Felice
- Porta Furba, arco dell'acquedotto Felice del XVI secolo (1585).
- Fontana di Clemente XII, su via Tuscolana. Fontana del XVI secolo. 41.866875°N 12.542036°E

Realizzata nel 1585 da papa Sisto V contemporaneamente all'acquedotto Felice, fu fatta restaurare ed ampliare nel 1733 da papa Clemente XII.

### Archeologia industriale

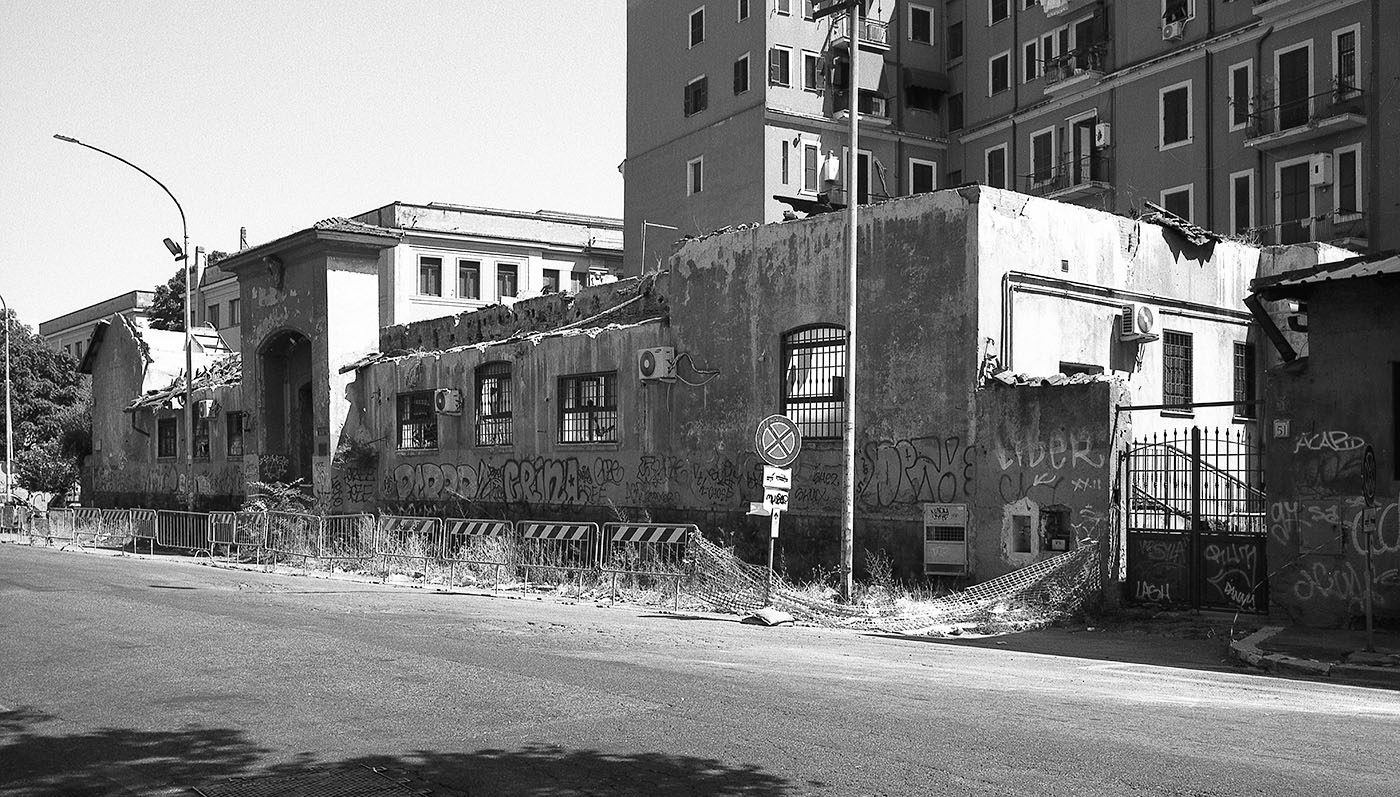
Ex Filanda a viale Castrense in una foto del 2019

- Ex Filanda, su viale Castrense 53. Edificio del XX secolo. 41.886181°N 12.511021°E

Edificio nato nel primo Novecento come scuola di artigianato tessile. Utilizzato in epoche successive come locale destinato ad assistenze sociali e sindacali poi definitivamente abbandonato, attualmente si presenta come un rudere dal tetto completamente crollato.

### Aree naturali
- Parco di Tor Fiscale, da via dell'Acquedotto Felice. 41.858929°N 12.545492°E
- Giardino di Monte del Grano, da via del Monte del Grano. 41.865483°N 12.549043°E

Internamente al giardino si trova un monumento in ricordo del rastrellamento del Quadraro del 17 aprile 1944.
- Villa Fiorelli, nella piazza omonima.

Parco pubblico progettato dall'architetto Raffaele De Vico nel 1931.
- Villa Lais alla Marrana, da piazza Giovanni Cagliero.

## Cultura

### Teatro
- Teatro Duse, su via Crema.
- Teatro Furio Camillo, su via Camilla. 41.875359°N 12.525542°E
- Teatro Golden, su via Taranto. 41.884734°N 12.51346°E
- Teatro Kopó, su via Vestricio Spurinna. 41.86494°N 12.553726°E
- Teatro Roma, su via Umbertide. 41.874029°N 12.5309°E

## Geografia antropica

### Urbanistica
Nel territorio del Tuscolano si estendono le zone urbanistiche 9A Tuscolano Nord, 9B Tuscolano Sud, 9C Tor Fiscale, 6C Quadraro e parte delle zone urbanistiche 10A Don Bosco e 10B Appio Claudio.

### Suddivisioni storiche
- Furio Camillo
- Arco di Travertino
- Quadraro
- Mandrione
- Torpignattara (parte storica)

### Odonimia
Data la notevole estensione del quartiere, l'odonimia del Tuscolano comprende diverse tematiche, dai comuni di tutta Italia, ai personaggi di Roma antica e architetti italiani del 1400 e 1500.
Le strade più importanti sono la via Tuscolana, che divide in due sezioni il quartiere, e le consolari di confine sud via Appia Nuova e nord via Casilina, mentre piazza dei Re di Roma costituisce il centro nevralgico del traffico automobilistico proveniente dalle due direzioni di via Appia Nuova e dai quartieri Tuscolano da nord e Appio-Latino da sud, con il quale condivide la piazza.
Altre strade, con toponimi di zona, sono via del Mandrione, via di Tor Pignattara, via delle Cave, via di Porta Furba e via della Marrana.
L'area nord del quartiere è dedicata a comuni italiani, con l'unica eccezione della via dedicata alle fonti del Clitunno. L'area centrale del quartiere è dedicata a comuni e località della regione Lazio. L'area sud è dedicata a località del Lazio o poco fuori.
L'area centrale stretta fra la via Tuscolana a est, la via Appia Nuova a ovest, le ferrovie FL1 e FL5 a nord e via delle Cave a sud, è dedicata a personaggi storici e città della Roma antica, perlopiù consoli, ma anche a figure leggendarie.
Vi sono poi strade intitolate ad agronomi, architetti, calciatori, pionieri dell'aviazione e aviatori della prima guerra mondiale, santi e figure illustri della famiglia salesiana, storici.

## Infrastrutture e trasporti
|  | È raggiungibile dalle stazioni: Ponte Casilino, Sant'Elena, Villini, Alessi, Filarete, Tor Pignattara e Balzani. |

|  | Il quartiere è servito dalla stazione di Roma Tuscolana. |

## Sport

### Pallacanestro
- Olimpia Roma San Venanzio che nel 2019-2020 milita nel campionato maschile di Serie C Silver.[15]